# 国鉄T70形コンテナ
国鉄T70形コンテナ（こくてつT70がたコンテナ）は、日本国有鉄道（国鉄）が1968年（昭和43年）度に製造した、鉄道輸送用一種規格（11 ft）タンクコンテナである。

## 概要
1968年（昭和43年）度に動植物性硬化油専用クレーン取り扱いタンクコンテナとして富士重工業にて5個が製作された。その後1970年（昭和45年）度に3個が同社にて製作された。番号が70番台へ飛んだのはステンレス鋼製の非危険物コンテナとしての区分を設けたためである。
直円筒形のタンク体は、厚さ3 mm（鏡板は4.5 mm）のステンレス鋼製で接液部もすべてステンレス鋼製である。厚さ80 mmグラスウール断熱材で覆われておりキセ（外板）をその上に装着した。タンク体上部には直径400 mmのマンホールが設けられ、マンホール蓋上には液入口・検尺口と複動式安全弁が設置された。また内部には、2往復の蒸気加熱菅を装備した。寸法関係は全長3,240 mm、全幅2,300 mm、全高2,350 mm、荷重5 t、自重1.6 t、容積は5.95 m3である。
1987年（昭和62年）4月の国鉄分割民営化時には4個がJR貨物に承継されたが2002年（平成14年）度に最後まで使用された1個が廃止され形式消滅した。